# Mérk (Szlovákia)
Mérk (más néven Sárosmérk, szlovákul: Mirkovce) község Szlovákiában, az Eperjesi kerület Eperjesi járásában. Alsó- és Felsőmérk közös közigazgatási egysége.

## Fekvése
Eperjestől 17 km-re délkeletre fekszik.

## Története
1320-ban „Myrk” alakban említik először. Részben egyházi, részben nemesi birtok volt. 1427-ben 13 adózó portája létezett. A 16. században a Sennyei család birtoka, a 18. században a Pillereké. 1764-ben határában új falut alapítottak, melyet „Felső Merk” néven említenek. Ettől kezdve a régi Mérk az Alsómérk nevet viselte.
1920 előtt mindkét település Sáros vármegye Lemesi járásához tartozott.

## Népessége
| Év:            | 1994. | 2004.    | 2014.    | 2024.    |
| -------------- | ----- | -------- | -------- | -------- |
| Emberek száma: | 798   | 1030     | 1274     | 1451     |
| Eltérés:       |       | +29,07 % | +23,68 % | +13,89 % |

| Év:            | 2023. | 2024.   |
| -------------- | ----- | ------- |
| Emberek száma: | 1431  | 1451    |
| Eltérés:       |       | +1,39 % |

2001-ben 929 lakosából 569 cigány és 356 szlovák volt.
2011-ben 1204 lakosából 768 cigány és 331 szlovák.

## Nevezetességei
- Krisztus Király tiszteletére szentelt római katolikus temploma.

## Lásd még
- Alsómérk
- Felsőmérk